# Maria Sofia De la Gardie

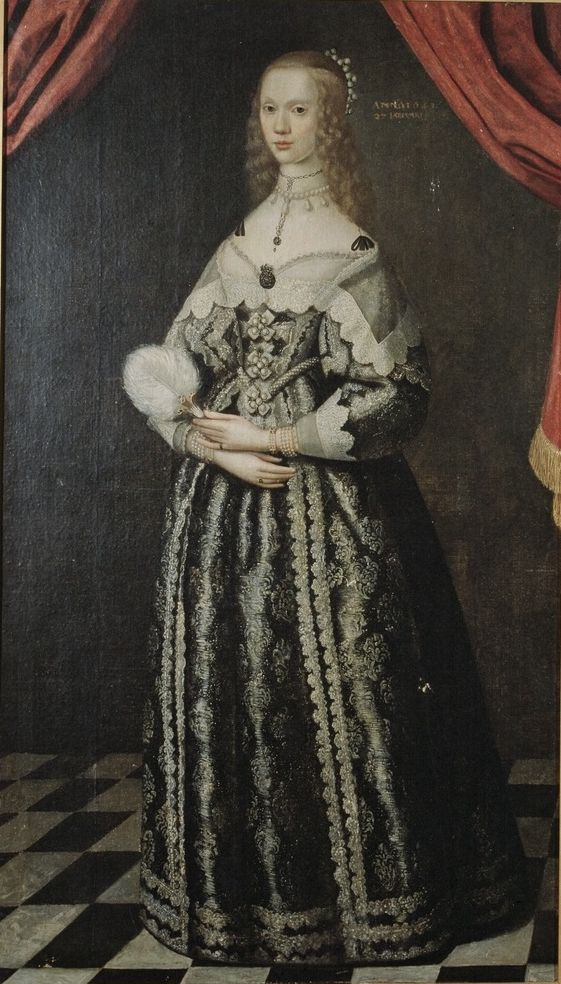
Maria Sofia De la Gardie

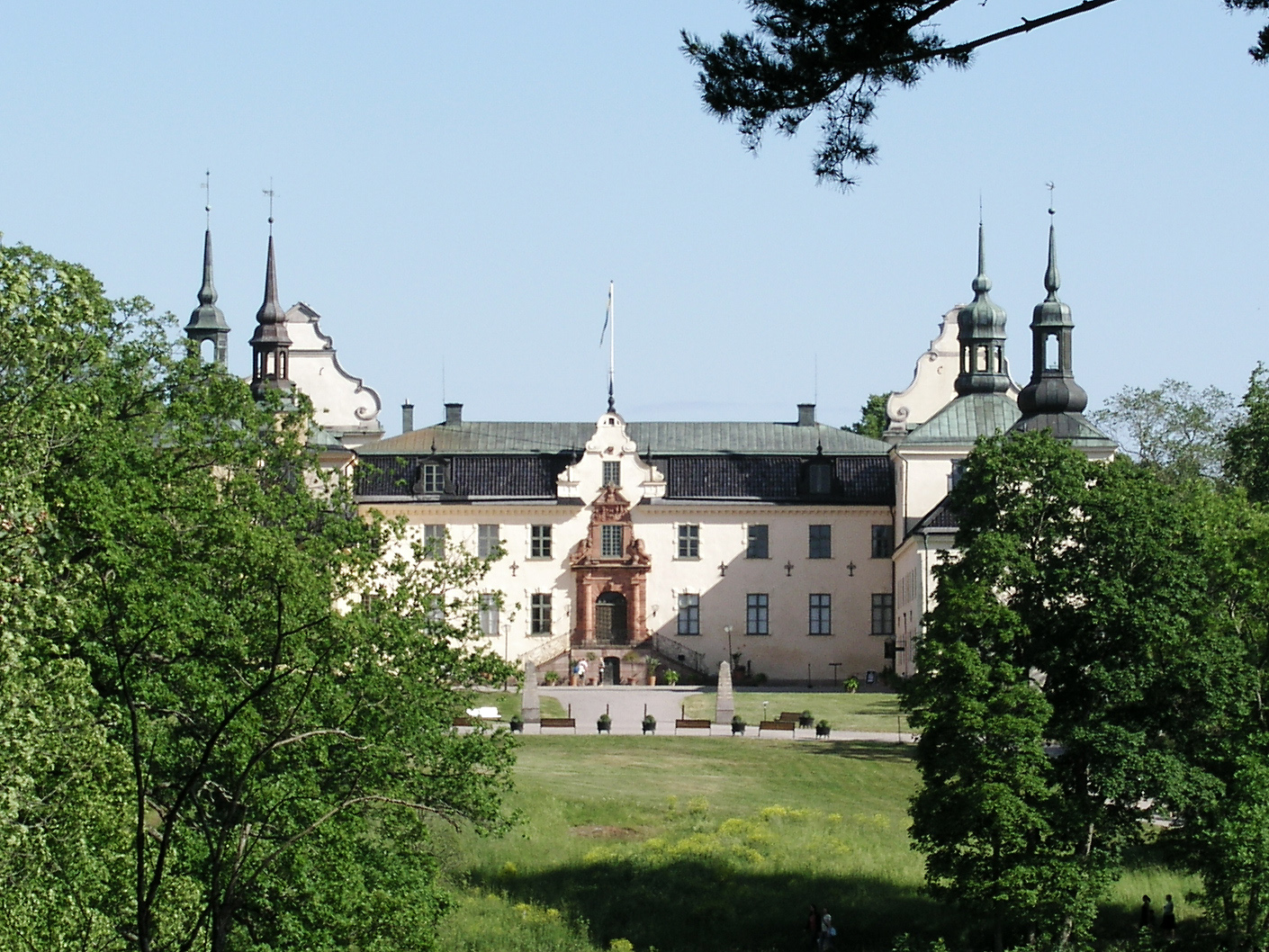
Schloss Tyresö

Maria Sofia De la Gardie (geboren 1627 in Reval; gestorben 22. August 1694 in Stockholm) war eine schwedische Gräfin, Hofdame, Bankier und industrielle Unternehmerin. Sie wurde als die erste weibliche Großunternehmerin ihres Landes bezeichnet. Sie diente zuvor als Obersthofmeisterin der Königin Christina von Schweden.

## Leben und Wirken
Maria Sofia De la Gardie wurde als Tochter von Jakob De la Gardie und Ebba Brahe geboren. Sie war die Schwester von Magnus Gabriel De la Gardie, einem Feldherrn, Staatsmann, Dichter und Mäzen, der nach Gerüchten auch ein Liebhaber von Königin Christina gewesen war. Sie wurde in Estland geboren, das seit 1561 unter schwedischer Herrschaft stand. Ihr Vater war zu der Zeit Gouverneur von Reval.
Im Jahr 1643 heiratete sie Baron Gustaf Gabrielsson Oxenstierna, den Neffen des Regenten der Königin Christina Axel Oxenstierna, der ihrem Vater als Gouverneur von Estland ins Amt folgte. Wie es Brauch war, behielt sie nach der Hochzeit ihren Namen und in Abwesenheit ihres Ehemannes verwaltete sie seine Güter.

## Leben am Hof
Nach dem Tod ihres Ehemannes im Jahr 1648 wurde sie Vormund der zwei minderjährigen Töchter und verantwortlich für die Güter der Familie. Nach dem Tod ihres Vaters im Jahr 1652 erbte sie weitere Güter. Dieses Erbe machte sie zu einer Großgrundbesitzerin in Schweden.
Maria Sofia De la Gardie wurde als eine große Schönheit beschrieben, temperamentvoll, kraftvoll und talentiert. Sie konnte fließend Französisch und Deutsch sprechen und stand ihrem Bruder Magnus Gabriel De la Gardie nahe. Sie erhielt eine Beihilfe, die ihr half, ihre Angelegenheiten zu ordnen und ihrem verstorbenen Gatten wurde posthum der Titel eines Grafen gewährt. Somit bekam auch sie Titel und Rang einer Gräfin. Im Jahr 1651 wurde sie zur Hofdame ernannt, zuerst mit dem Titel „Hovmästarinna“ (Hofmeisterin), aber bald stieg sie zur „Överhovmästarinna“ (Oberhofmeisterin) auf, dem höchsten Amt für eine Frau am Königshof, das während der Herrschaft von Christina auf mehrere Personen aufgeteilt wurde. Sie bewirtete oft Königin Christina auf ihrem Wohnsitz Schloss Tyresö, wo die Königin gern jagte.
Im Jahr 1649 gab es Berichte über eine mögliche Ehe mit dem Thronfolger, dem zukünftigen König Karl X. von Schweden. Die Pläne wurden nie verwirklicht, aber die Gerüchte setzten sich bis 1652 fort. Sie wurden möglicherweise von Königin Christina aufrechterhalten, um den Druck von Christina zu nehmen, selbst Karl zu heiraten. Tatsächlich beabsichtigte Maria Sofia De la Gardie nicht, erneut zu heiraten; es ist jedoch bekannt, dass der Herzog von Croy ihr einen Heiratsantrag machte. Maria Sofia De la Gardie hatte viele Bewerber, zog es jedoch vor, unverheiratet zu bleiben. Ihre Töchter konnte sie jedoch später an einflussreiche Politiker verheiraten: Gustaviana Juliana 1669 mit Christopher Gyllenstierna und Märta Elisabet 1672 mit Gustaf Persson Banér.
Sie unterstützte ihren Bruder leidenschaftlich, als er 1653 in Ungnade fiel, aber dies scheint weder ihre eigene noch seine Position beeinflusst zu haben. Mit einigen Ausnahmen, wie Ebba Sparre, Lady Jane Ruthven und Louise van der Nooth, zeigte Christina kein Interesse am Leben ihrer weiblichen Höflinge und erwähnte sie im Allgemeinen nur, um Verachtung über deren Weiblichkeit auszudrücken. Sie ließ sich selbst männlicher als diese porträtieren. Nach der Abdankung Christinas im Jahre 1654 verließ Maria Sofia De la Gardie den Hof, um ihr Leben ihren geschäftlichen Interessen zu widmen, für die sie bekannt wurde.

## Unternehmerische Aktivitäten
Maria Sofia De la Gardie wohnte auf Schloss Tyresö. Von dort führte sie ihre Besitztümer rund um die Ostsee. Sie machte auf Vorschlag ihrer Brüder eine Studienreise in die Niederlande. Dort informierte sie sich über das industrielle Leben, besonders Viehzucht und Gartenarbeit. Sie studierte das Handwerk der Handschuhmacher und die Messingbearbeitung. Zu ihren späteren Unternehmungen gehörte auch die Textilherstellung auf ihrem Gut. Mit Hilfe der Wasserkraft stellte sie Walkstoffe und Textilien her, mit denen die Armee ausgerüstet wurde.
Während der 1650er Jahre beschäftigte sich De la Gardie mit Bankgeschäften und konkurrierte mit der Palmstruch-Bank von Johan Palmstruch. Sie nahm große Kredite bei der Palmstruch-Bank auf und nutzte diese Summen, indem sie sie den Kunden in ihrer eigenen Bank verlieh. Zunächst war dies ein lukratives Geschäft, jedoch nachdem Schwierigkeiten aufkamen, konnte die Palmstruch-Bank ihre Sicherheiten übernehmen.
Maria Sofia De la Gardie nahm 1658 an der Befriedung von Schonen teil und erwarb nach der Eingliederung dieses Gebiets nach Schweden mehrere Güter. 1667 kaufte sie das Schloss Krapperup und bewirtschaftete eine Steinkohlegrube für den Export. Sie baute Schiffe, exportierte Holz und Getreide, gründete Papiermühlen und produzierte Leinöl.
Als es im Jahr 1676 zu den Katarina-Hexenprozessen in Stockholm kam, versuchte die von dem Gävlepojken inspirierte Hauptzeugin Lisbeth Carlsdotter, sie und ihre Schwägerin Marie Euphrosine von Pfalz-Zweibrücken-Kleeburg, die Ehefrau ihres Bruders Magnus Gabriel De la Gardie und Schwester von König Karl X., der Hexerei zu beschuldigen. Diese Beschuldigung wurde nicht ernst genommen und nie vor Gericht gebracht, sondern schadete der Glaubwürdigkeit der Zeugin derart, dass sie zum Ende der Hexenjagd führte.
Während der Svenska reduktioner von König Karl XI. in den 1680er Jahren wurde das meiste ihres und ihres Bruders Eigentum von der Krone beschlagnahmt, was sie tief traf. Sie starb im Jahr 1694 in Stockholm und wurde in der Kirche von Tyresö bestattet.